# Vasileios Pliatsikas
Vasileios Pliatsikas (Atenas, Grecia, 14 de abril de 1988) es un futbolista griego, se desempeña como centrocampista o lateral, siendo un jugador muy polivalente. Actualmente juega en el Platanias F.C..

## Clubes
| Club                 | País       | Año           |
| -------------------- | ---------- | ------------- |
| Haidari FC           | Grecia     | 2004 - 2005   |
| AEK Atenas FC        | Grecia     | 2005 - 2009   |
| FC Schalke 04        | Alemania   | 2009 - 2011   |
| MSV Duisburgo        | Alemania   | 2011 - 2012   |
| FC Schalke 04        | Alemania   | 2012 - 2013   |
| Metalurh Donetsk     | Ucrania    | 2013 - 2014   |
| Astra Giurgiu        | Rumania    | 2014 - 2015   |
| Metalurh Donetsk     | Ucrania    | 2015          |
| ŠK Slovan Bratislava | Eslovaquia | 2016          |
| Panionios GSS        | Grecia     | 2017          |
| Platanias F.C.       | Grecia     | 2017-presente |

## Palmarés
FC Schalke 04
- Copa de Alemania: 2011

- Datos: Q683919
- Multimedia: Vasileios Pliatsikas / Q683919